# Pivio et Aldo De Scalzi
Pour les articles homonymes, voir Scalzi.

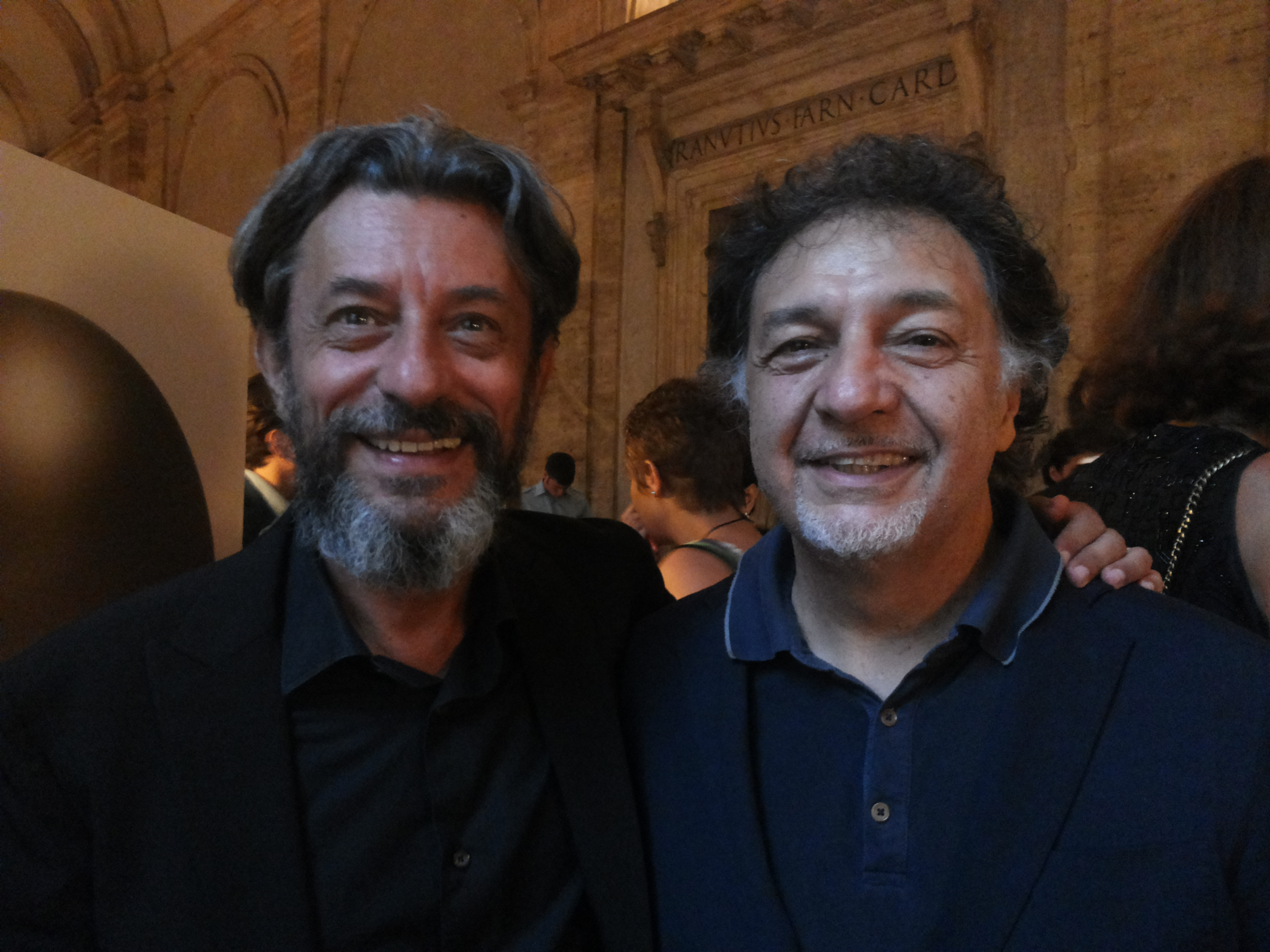
Pivio et Aldo De Scalzi à la cérémonie des Globes d'or (Globi d'oro) 2014.

Pivio De Scalzi (né le 7 juin 1958 à Gênes, en Italie) et Aldo De Scalzi (né le 23 janvier 1957 à Gênes, en Italie) sont deux compositeurs italiens, connus pour leurs compositions musicales pour la télévision et le cinéma.

## Biographie
Pivio et Aldo De Scalzi ne sont pas des frères, en effet Pivio est un pseudonyme de Roberto Pischiutta tandis qu'Aldo De Scalzi est le frère de Vittorio De Scalzi, membre fondateur du groupe de rock progressif italien New Trolls. Aldo a écrit et composé de nombreuses chansons pour New Trolls, notamment Faccia di Cane, en compétition en 1985 lors du Festival de Sanremo, un concours de chansons italiennes.
En 1973, Aldo et Vittorio De Scalzi fondent leur propre studio de musique, Studio G., et les labels de disques Magma et Grog Records connus pour avoir accueilli, dans les années 1970, les groupes les plus talentueux du rock progressif italien (New Trolls, Picchio dal Pozzo, Alphataurus, Pholas Dactilus, Latte et miele, Mandillo, Celeste, Sigillo di Horus). À partir de 1976, Aldo commence à jouer avec le groupe de rock progressif Picchio dal Pozzo.

### Le duo
Pivio et Aldo De Scalzi se rencontrent dans les années 1980 alors qu’Aldo était le technicien du son d’une tournée de Scortilla. Le duo Pivio et Aldo De Scalzi est créé officiellement en 1991.

### Travail pour le cinéma
Après avoir écouté l'album Deposizione, le producteur et réalisateur Marco Risi et son épouse et actrice Francesca D'Aloja décident de contacter Pivio et Aldo De Scalzi pour les impliquer dans un projet de film: Hamam, le premier film du réalisateur turco-italien. le cinéaste Ferzan Özpetek, produit par Marco Risi et mettant en vedette Francesca D'Aloja et Alessandro Gassmann. Le duo compose en douze jours la bande originale du film, inspirée de la tradition musicale turque et mélangeant l’ancien avec des sons plus contemporains. En 1997, Hamam est projeté dans la section Quinzaine des réalisateurs du 50e festival de Cannes, où il a attiré l’attention du public et des critiques. Sorti en Italie par la société de distribution cinématographique italienne Filmauro, Hamam est resté dans les salles de cinéma pendant près de trois mois et la bande originale a été vendue à plus de 300 000 exemplaires. Pour Pivio et Aldo De Scalzi, ce fut le début d'une longue carrière de compositeur de films. Entre autres, ils ont composé pour Outlaw, je giardini dell'Eden, Harem Suare, Casomai, El Alamein - La ligne de feu, Piano 17 (it), Barbarossa, Complici del silenzio, Si può fare, La peggiore settimana della mia vita, The Butterfly Room, Razzabastarda (it) et pour les séries télévisées Distretto di Polizia, L’ispettore Coliandro et Medicina generale. Le duo a eu une longue association avec les réalisateurs Marco et Antonio Manetti, composant la musique pour, entre autres, Piano 17 (it), L'ispettore Coliandro, L'arrivo di Wang, Paura 3D, Song 'e Napule, la comédie musicale primée Ammore e malavita et Diabolik.

## Filmographie

### Cinéma
| Année | Film                                       | Réalisateur                           |
| ----- | ------------------------------------------ | ------------------------------------- |
| 2023  | Diabolik, chi sei?                         | Marco et Antonio Manetti              |
| 2022  | Diabolik: Ginko all'attacco                | Marco et Antonio Manetti              |
| 2022  | Io & Spotty                                | Cosimo Gomez                          |
| 2022  | Il filo invisibile                         | Marco Simon Puccioni                  |
| 2022  | Belli ciao                                 | Gennaro Nunziante                     |
| 2021  | Diabolik                                   | Marco et Antonio Manetti              |
| 2021  | Il silenzio grande                         | Alessandro Gassmann                   |
| 2020  | Non odiare                                 | Mauro Mancini                         |
| 2020  | Tell me who I am                           | Sergio Basso                          |
| 2019  | Un'avventura                               | Marco Danieli                         |
| 2018  | Restiamo amici                             | Antonello Grimaldi                    |
| 2018  | Il tuttofare                               | Valerio Attanasio                     |
| 2018  | Favola                                     | Sebastiano Mauri                      |
| 2017  | Ammore e malavita                          | Marco et Antonio Manetti              |
| 2017  | The startup                                | Alessandro D'Alatri                   |
| 2016  | The long march                             | Sergio Basso                          |
| 2016  | L'uomo che non cambio la storia            | Enrico Caria                          |
| 2016  | Ustica                                     | Renzo Martinelli                      |
| 2015  | Game therapy                               | Ryan Travis                           |
| 2015  | Le frise ignoranti                         | Antonello De Leo and Pietro Loprieno  |
| 2014  | The sweepers                               | Igor Maltagliati                      |
| 2014  | Song'e Napule                              | Marco et Antonio Manetti              |
| 2014  | Eppideis                                   | Matteo Andreolli                      |
| 2014  | Amori elementari                           | Sergio Basso                          |
| 2013  | Monk with a camera                         | Guido Santi and Tina Mascara          |
| 2013  | Essere Riccardo... e gli altri             | Giancarlo Scarchilli                  |
| 2013  | Anna Magnani a Hollywood                   | Marco Spagnoli                        |
| 2012  | Razzabastarda                              | Alessandro Gassman                    |
| 2012  | Il peggior Natale della mia vita           | Alessandro Genovesi                   |
| 2012  | Fratelli minori                            | Carmen Giardina                       |
| 2012  | E la vita continua                         | Pino Quartullo                        |
| 2012  | Giuliano Montaldo - Four Times Twenty      | Marco Spagnoli                        |
| 2012  | All’ultima spiaggia                        | Gianluca Ansanelli                    |
| 2012  | The Butterfly Room                         | Jonathan Zarantonello                 |
| 2012  | A wild awakening                           | Fulvio Ottaviano                      |
| 2011  | Seven Footprints to Satan                  | Benjamin Christensen (1929)           |
| 2011  | La peggior settimana della mia vita        | Alessandro Genovesi                   |
| 2011  | Giovanna Cau - Diversamente giovane        | Marco Spagnoli                        |
| 2011  | The Arrival of Wang                        | Marco et Antonio Manetti              |
| 2011  | L'era legale                               | Enrico Caria                          |
| 2011  | Box Office – 3D                            | Ezio Greggio                          |
| 2011  | Hollywood invasion                         | Marco Spagnoli                        |
| 2011  | Some Say No                                | Gianbattista Avellino                 |
| 2011  | Questo mondo è per te                      | Francesco Falaschi                    |
| 2011  | L'infiltré                                 | Giacomo Battiato                      |
| 2011  | Qualunquemente (additional music)          | Giulio Manfredonia                    |
| 2010  | Left by the ship                           | Alberto Vendemmiati, Emma Rossi Landi |
| 2009  | Cavie                                      | Marco et Antonio Manetti              |
| 2009  | Barbarossa - Sword of War                  | Renzo Martinelli                      |
| 2009  | Hollywood on the Tiber                     | Marco Spagnoli                        |
| 2009  | Complici del silenzio                      | Stefano Incerti                       |
| 2008  | Si può fare                                | Giulio Manfredonia                    |
| 2008  | Il mattino ha l'oro in bocca               | Francesco Patierno                    |
| 2007  | Carnera - The Walking Mountain             | Renzo Martinelli                      |
| 2007  | Last minute Marocco                        | Francesco Falaschi                    |
| 2007  | Dark resurrection(additional music)        | Angelo Licata                         |
| 2007  | Vedi Napoli e poi muori                    | Enrico Caria                          |
| 2006  | Maradona, the Hand of God                  | Marco Risi                            |
| 2006  | Piano 17                                   | Marco et Antonio Manetti              |
| 2006  | Il mercante di pietre                      | Renzo Martinelli                      |
| 2006  | 7 Km da Gerusalemme                        | Claudio Malaponti                     |
| 2006  | La fiamma sul ghiaccio (additional music)  | Umberto Marino                        |
| 2005  | La persona de Leo N.                       | Alberto Vendemmiati                   |
| 2004  | Tre giorni d'anarchia                      | Vito Zagarrio                         |
| 2004  | E' già ieri (additional music)             | Giulio Manfredonia                    |
| 2003  | Per sempre                                 | Alessandro Di Robilant                |
| 2003  | Uncut                                      | Jonathan Zarantonello                 |
| 2002  | Casomai                                    | Alessandro D'Alatri                   |
| 2002  | El Alamein                                 | Enzo Monteleone                       |
| 2002  | The Boys from El Alamein                   | Enzo Monteleone                       |
| 2002  | The Best Day of My Life (additional music) | Cristina Comencini                    |
| 2002  | Nati stanchi (additional music)            | Dominick Tambasco                     |
| 2002  | Turno di notte                             | Carmen Giardina                       |
| 2001  | Se fossi in te                             | Giulio Manfredonia                    |
| 2001  | Blek Giek                                  | Enrico Caria                          |
| 2001  | Nella terra di nessuno                     | Gianfranco Giagni                     |
| 2001  | Lupo mannaro                               | Antonio Tibaldi                       |
| 2001  | The Dangerous Sex Date                     | Maria Martinelli                      |
| 1999  | Outlaw                                     | Enzo Monteleone                       |
| 1999  | Le Dernier Harem                           | Ferzan Özpetek                        |
| 1999  | I fetentoni                                | Alessandro Di Robilant                |
| 1999  | I fobici                                   | Giancarlo Scarchilli                  |
| 1998  | Matrimoni                                  | Cristina Comencini                    |
| 1998  | Il delitto di via Monte Parioli            | Antonio Bonifacio                     |
| 1998  | Elvjs &amp; Merilijn                       | Armando Manni                         |
| 1998  | I giardini dell'Eden                       | Alessandro D'Alatri                   |
| 1998  | The Second Wife                            | Ugo Chiti                             |
| 1998  | Viola Kisses Everybody                     | Giovanni Veronesi                     |
| 1998  | The Scent of the Night                     | Claudio Caligari                      |
| 1998  | Le faremo tanto male                       | Pino Quartullo                        |
| 1997  | Hammam, le bain turc                       | Ferzan Özpetek                        |

### Télévision
| Année | Film                                                  | Réalisateur                            |
| ----- | ----------------------------------------------------- | -------------------------------------- |
| 2021  | Il fantasma - L'ispettore Coliandro 8                 | Marco et Antonio Manetti               |
| 2021  | Tesoro nascosto - L'ispettore Coliandro 8             | Marco et Antonio Manetti               |
| 2021  | Intrigo maltese - L'ispettore Coliandro 8             | Marco et Antonio Manetti               |
| 2021  | Kabir Bedi - L'ispettore Coliandro 8                  | Marco et Antonio Manetti               |
| 2021  | Masantonio                                            | Fabio Mollo                            |
| 2020  | Illuminate 3                                          | différents directeurs                  |
| 2020  | Storia di Nilde                                       | Emanuele Imbucci                       |
| 2019  | Illuminate 2                                          | différents directeurs                  |
| 2019  | Dottoressa Gio                                        | Antonello Grimaldi                     |
| 2018  | Caccia grossa - L'ispettore Coliandro 7               | Marco et Antonio Manetti               |
| 2018  | Vai col liscio - L'ispettore Coliandro 7              | Marco et Antonio Manetti               |
| 2018  | Serial killer - L'ispettore Coliandro 7               | Marco et Antonio Manetti               |
| 2018  | Yakuza - L'ispettore Coliandro 7                      | Marco et Antonio Manetti               |
| 2018  | Duisburg                                              | Enzo Monteleone                        |
| 2018  | Tutto il mondo è paese                                | Giulio Manfredonia                     |
| 2017  | La fine del mondo - L'ispettore Coliandro 6           | Marco et Antonio Manetti               |
| 2017  | Smartphone - L'ispettore Coliandro 6                  | Marco et Antonio Manetti               |
| 2017  | Corri, Coliandro, corri - L'ispettore Coliandro 6     | Marco et Antonio Manetti               |
| 2017  | Il team - L'ispettore Coliandro 6                     | Marco et Antonio Manetti               |
| 2017  | Partita speciale - L'ispettore Coliandro 6            | Marco et Antonio Manetti               |
| 2017  | Mortal Club - L'ispettore Coliandro 6                 | Marco et Antonio Manetti               |
| 2016  | Fuoco amico - Task force 45                           | Beniamino Catena                       |
| 2016  | Io non mi arrendo                                     | Enzo Monteleone                        |
| 2016  | Cop Killer - L'ispettore Coliandro 5                  | Marco et Antonio Manetti               |
| 2016  | Tassista notturno - L'ispettore Coliandro 5           | Marco et Antonio Manetti               |
| 2016  | Doppia identità - L'ispettore Coliandro 5             | Marco et Antonio Manetti               |
| 2016  | Salsa e merengue - L'ispettore Coliandro 5            | Marco et Antonio Manetti               |
| 2016  | Testimone da proteggere - L'ispettore Coliandro 5     | Marco et Antonio Manetti               |
| 2016  | Black Mamba - L'ispettore Coliandro 5                 | Marco et Antonio Manetti               |
| 2015  | Rex 8                                                 | Marco et Antonio Manetti               |
| 2015  | Max and Hélène                                        | Giacomo Battiato                       |
| 2015  | L'angelo di Sarajevo                                  | Enzo Monteleone                        |
| 2014  | Rex 7                                                 | Marco et Antonio Manetti               |
| 2012  | Natale Coi Fiocchi                                    | Giambattista Avellino                  |
| 2011  | Distretto di Polizia XI                               | Alberto Ferrari                        |
| 2011  | Walter Chiari                                         | Enzo Monteleone                        |
| 2011  | Un Natale per due                                     | Giambattista Avellino                  |
| 2010  | I delitti del cuoco                                   | Alessandro Capone                      |
| 2010  | Distretto di Polizia X                                | Alberto Ferrari                        |
| 2009  | Anomalia 21 - L'ispettore Coliandro 4                 | Marco et Antonio Manetti               |
| 2009  | 666 - L'ispettore Coliandro 4                         | Marco et Antonio Manetti               |
| 2009  | Moana                                                 | Alfredo Peyretti                       |
| 2009  | Cous cous alla bolognese - L'ispettore Coliandro 3    | Marco et Antonio Manetti               |
| 2009  | Sempre avanti - L'ispettore Coliandro 3               | Marco et Antonio Manetti               |
| 2009  | Sangue in facoltà - L'ispettore Coliandro 3           | Marco et Antonio Manetti               |
| 2009  | Il sospetto - L'ispettore Coliandro 3                 | Marco et Antonio Manetti               |
| 2009  | Un caso di coscienza 4                                | Luigi Perelli                          |
| 2009  | Medicina generale 2                                   | Luca Ribuoli and Francesco Micciché    |
| 2009  | Distretto di Polizia IX                               | Alberto Ferrari                        |
| 2008  | Sesso e segreti - L'ispettore Coliandro 2             | Marco et Antonio Manetti               |
| 2008  | Doppia rapina - L'ispettore Coliandro 2               | Marco et Antonio Manetti               |
| 2008  | La pistola - L'ispettore Coliandro 2                  | Marco et Antonio Manetti               |
| 2008  | Mai rubare a casa dei ladri - L'ispettore Coliandro 2 | Marco et Antonio Manetti               |
| 2008  | Anna e i cinque                                       | Monica Vullo                           |
| 2008  | Il coraggio di Angela                                 | Luciano Manuzzi                        |
| 2008  | Distretto di Polizia VIII                             | Alessandro Capone                      |
| 2007  | Medicina generale                                     | Renato de Maria                        |
| 2007  | L’uomo della carità                                   | Alessandro Di Robilant                 |
| 2007  | Distretto di polizia VII                              | Alessandro Capone                      |
| 2007  | Il giudice Mastrangelo 2                              | Enrico Oldoini                         |
| 2006  | Morte di un confidente                                | Marco et Antonio Manetti               |
| 2006  | Rapidamente                                           | Marco et Antonio Manetti               |
| 2006  | Il bambino e la befana                                | Marco et Antonio Manetti               |
| 2006  | Distretto di polizia VI                               | Antonello Grimaldi                     |
| 2006  | Il giudice Mastrangelo                                | Enrico Oldoini                         |
| 2005  | Distretto di Polizia V                                | Lucio Gaudino                          |
| 2005  | 1200°                                                 | Dominique Othenin-Girard               |
| 2005  | Ho sposato un calciatore                              | Stefano Sollima                        |
| 2005  | Vendetta cinese - L'ispettore Coliandro 1             | Marco et Antonio Manetti               |
| 2005  | Magia nera - L'ispettore Coliandro 1                  | Marco et Antonio Manetti               |
| 2005  | In trappola - L'ispettore Coliandro 1                 | Marco et Antonio Manetti               |
| 2004  | Il giorno del lupo - L'ispettore Coliandro 1          | Marco et Antonio Manetti               |
| 2004  | Il tunnel della libertà                               | Enzo Monteleone                        |
| 2004  | Noi                                                   | Peter Exacoustos                       |
| 2003  | Distretto di Polizia IV                               | Monica Vullo                           |
| 2003  | Questo amore                                          | Luca Manfredi                          |
| 2002  | Distretto di Polizia III                              | Monica Vullo                           |
| 2002  | Per Amore                                             | Peter Exacoustos and Carmela Cicinnati |
| 2001  | Distretto di Polizia II                               | Antonello Grimaldi                     |
| 2000  | Distretto di Polizia I                                | Renato De Maria                        |
| 2000  | La voce del sangue                                    | Alessandro Di Robilant                 |

## Récompenses et nominations

### David di Donatello
- Nomination : Meilleur compositeur 2022 pour Diabolik
- Nomination : Meilleur compositeur 2021 pour Non odiare
- Nomination : Meilleure chanson originale pour Non odiare
- David di Donatello pour le meilleur musicien 2018 pour Ammore e malavita
- David di Donatello de la meilleure chanson originale 2018 pour Ammore e malavita
- David di Donatello pour le meilleur musicien 2014 pour Song'e Napule
- Nomination : Meilleure chanson originale 2013 pour Razzabastarda
- Nomination : Meilleure bande sonore originale 2009 pour Si può fare[2]
- Nomination : Meilleure bande sonore originale 2003 pour Casomai
- Nomination : Meilleure bande sonore originale 2000 pour Ormai è fatta!